# 桑原妙子
桑原 妙子（くわばら たえこ）は、日本の合唱指揮者である。

## 来歴
フェリス女学院短期大学音楽科卒業。佐々木成子、木下武久に師事。娘は、ピアニストの桑原春子。
フェリス女学院大学音楽学部講師を経て、1963年に、小田原少年少女合唱隊を結成、現在に至るまで指導を続ける。同団を指揮して、数多くの演奏会やフェスティバルで高い評価を受け、日本を代表する児童合唱団に育て上げる。また同団の卒団生で組織するマルベリー・クワイアを指揮して、全日本合唱コンクール全国大会金賞・文部大臣奨励賞、宝塚国際室内合唱コンクール第1位金賞、他にハンガリー、イタリアのコンクールでも数々の賞を受ける。他にも数多くの合唱団の指揮・指導や、各種講習会の講師を務め、合唱の本質にせまる魅力的な指導を行っている。
教育出版の音楽科教科書や合唱曲集、全日本合唱普及会の合唱曲集CDなども多数録音している。
近年は、神奈川県合唱連盟の理事長として、同連盟の進める「地域と結ぶ合唱プロジェクト」を通して、合唱の普及に精力的に取り組んでいる。また小田原市教育委員も務める。